# Ủy ban Kiểm tra Kỷ luật Trung ương Đảng Cộng sản Trung Quốc
Ủy ban Kiểm tra Kỷ luật Trung ương Đảng Cộng sản Trung Quốc (giản thể: 中国共产党中央纪律检查委员会; phồn thể: 中國共產黨中央紀律檢查委員會; bính âm: Zhōngguó Gòngchăndăng Zhōngyāng Jìlǜ Jiănchá Wĕiyuánhuì) là cơ quan kiểm tra kỷ luật trung ương của Đảng Cộng sản Trung Quốc, giữ gìn kỷ luật, thúc đẩy việc phòng chống tham nhũng trong các cơ quan, Bí thư Ủy ban chịu trách nhiệm thực hiện.
Vào tháng 2 năm 1993 theo quy định của Đảng Cộng sản Trung Quốc và Quốc vụ viện Cộng hòa Nhân dân Trung Hoa, trụ sở Bộ Giám sát Cộng hòa Nhân dân Trung Hoa và các cơ quan kiểm tra kỷ luật Đảng được đặt chung tại một tòa nhà (hay được gọi hợp thự biện công).
Từ năm 1993 tới nay cơ quan giám sát hành chính các cấp tại địa phương giúp đỡ cơ quan kiểm tra kỷ luật đảng cộng sản đồng cấp sử dụng chung tại một địa điểm.

## Lịch sử
Cơ quan được thành lập từ năm 1927, ban đầu có tên Ủy ban Giám sát Trung ương Đảng Cộng sản Trung Quốc. Sau khi thành lập Cộng hòa Nhân dân Trung Hoa, Ủy ban đổi tên thành Ủy ban Kiểm tra Kỷ luật Trung ương Đảng Cộng sản Trung Quốc, sau đó 1955 đổi tên thành Ủy ban Giám sát Trung ương Đảng Cộng sản Trung Quốc. Trong thời kỳ Cách mạng Văn hóa, cơ quan bị giải thể và sáp nhập mãi đến năm 1978 mới được khôi phục trở lại.

## Chức năng
Theo điều 44 Điều lệ Đảng Cộng sản Trung Quốc "Nhiệm vụ chủ yếu của Ủy ban Kiểm tra Kỷ luật Trung ương Đảng Cộng sản Trung Quốc: Duy trì bảo vệ các chương trình và quy định pháp chế của Đảng, mặt trận để kiểm tra Đảng, chấp hành phương châm chính sách và quyết định, giúp Ủy ban tăng cường xây dựng tác phong làm việc của Đảng và tổ chức phối hợp phòng chống tham nhũng ". Năm 1978, tại hội nghị toàn thể lần thứ 3 khóa 11 Đảng Cộng sản Trung Quốc quyết định tái lập Ủy ban, đứng đầu là Bí thư Ủy ban, trong quy định Bí thư phải là thành viên của Ủy ban Thường vụ Bộ Chính trị.

## Song quy
Từ "song quy" xuất hiện lần đầu tiên trong "Điều lệ giám sát hành chính nước Cộng hòa Nhân dân Trung Hoa" ban hành ngày 9/12/1990.
Điều lệ quy định: Cơ quan giám sát trong khi điều tra vụ án có quyền yêu cầu đương sự "có mặt tại địa điểm quy định trong thời gian quy định, để giải thích, trình bày về vụ việc có liên quan" (gọi tắt là song quy).
Đến ngày 9/5/1997, kỳ họp thứ 25 ủy ban Thường vụ Đại hội Đại biểu Nhân dân Trung Quốc khoá VIII thông qua "Luật giám sát hành chính", trong đó quy định: cơ quan giám sát có quyền yêu cầu những người bị nghi ngờ vi phạm kỷ luật hành chính phải có mặt tại địa điểm đã định với thời gian quy định, để giải trình về vấn đề liên quan (bị cách ly để điều tra trong một thời gian không hạn định).
Song quy là phương pháp chống tham nhũng hũu hiệu của Đảng Cộng sản Trung Quốc. Nhưng trong thời gian gần đây song quy đã trở nên biến tướng, tra tấn ép cung...

## Danh sách các Bí thư
| Họ và tên                                    | Nhiệm kỳ                              | Chức vụ                                            | Ghi chú                                                                                  |
| -------------------------------------------- | ------------------------------------- | -------------------------------------------------- | ---------------------------------------------------------------------------------------- |
| Vương Hà Ba                                  | tháng 4 năm 1927- tháng 7 năm 1928    | Chủ tịch Ủy ban Giám sát Trung ương                |                                                                                          |
| Lưu Thiếu Kỳ                                 | tháng 7 năm 1928-tháng 1 năm 1934     | Bí thư Ủy ban Thẩm tra Trung ương                  |                                                                                          |
| Lý Duy Hán                                   | tháng 1 năm 1934-tháng 11 năm 1949    | Bí thư Ủy ban Đảng vụ Trung ương                   |                                                                                          |
| Chu Đức                                      | tháng 11 năm 1949-tháng 3 năm 1955    | Bí thư Ủy ban Kiểm tra Kỷ luật Trung ương          | Bí thư Ban Bí thư Trung ương                                                             |
| Đổng Tất Vũ                                  | tháng 3 năm 1955-tháng 4 năm 1969     | Bí thư Ủy ban Giám sát Trung ương                  | Ủy viên Bộ Chính trị                                                                     |
| Trần Vân                                     | tháng 12 năm 1978-tháng 11 năm 1987   | Bí thư thứ nhất Ủy ban Kiểm tra Kỷ luật Trung ương | Ủy viên Ban Thường vụ Bộ Chính trị                                                       |
| Kiều Thạch                                   | tháng 11 năm 1987-tháng 10 năm 1992   | Bí thư Ủy ban Kiểm tra Kỷ luật Trung ương          | Ủy viên Ban Thường vụ Bộ Chính trị Bí thư Ban Bí thư Bí thư Ủy ban Chính Pháp Trung ương |
| Úy Kiện Hành                                 | tháng 10 năm 1992-tháng 11 năm 2002   | Bí thư Ủy ban Kiểm tra Kỷ luật Trung ương          | Ủy viên Ban Thường vụ Bộ Chính trị (9/1997－11/2002) Bí thư Ban Bí thư                   |
| Ngô Quan Chính                               | tháng 11 năm 2002-tháng 10 năm 2007   | Bí thư Ủy ban Kiểm tra Kỷ luật Trung ương          | Ủy viên Ủy ban Thường vụ Bộ Chính trị                                                    |
| Hạ Quốc Cường                                | tháng 10 năm 2007－tháng 11 năm 2012  | Bí thư Ủy ban Kiểm tra Kỷ luật Trung ương          | Ủy viên Ban Thường vụ Bộ Chính trị                                                       |
| Vương Kỳ Sơn                                 | tháng 11 năm 2012 - tháng 10 năm 2017 | Bí thư Ủy ban Kiểm tra Kỷ luật Trung ương          | Ủy viên Ban Thường vụ Bộ Chính trị                                                       |
| Tập tin:Zhao Leji en 2022.png · Triệu Lạc Tế | tháng 10 năm 2017 - tháng 10 năm 2022 | Bí thư Ủy ban Kiểm tra Kỷ luật Trung ương          | Ủy viên Ban Thường vụ Bộ Chính trị                                                       |
| Lý Hi                                        | tháng 10 năm 2022 - nay               | Bí thư Ủy ban Kiểm tra Kỷ luật Trung ương          | Ủy viên Ban Thường vụ Bộ Chính trị                                                       |

## Danh sách thành viên các khóa
Ủy ban Giám sát Trung ương khóa 5
năm 1927, Hội nghị toàn quốc lần thứ nhất khóa 5 lựa chọn ra Ủy ban Giám sát Trung ương
- Bí thư Ủy ban Giám sát Trung ương：Vương Hà Ba
- Ủy viên Ủy ban Giám sát Trung ương (Hội nghị toàn quốc lần thứ nhất khóa 5 lựa chọn)：Vương Hà Ba,Hứa Bạch Hạo,Dương Bào An,Trương Tá Thần,Lưu Tuấn Sơn,Chu Chấn Thanh,Thái Dĩ Thầm
- Ủy viên dự khuyết Ủy ban Giám sát Trung ương (Hội nghị toàn quốc lần thứ nhất khóa 5 lựa chọn)：Dương Bồi Sâm,Tiêu Thạch Nguyệt,Nguyễn Khiếu Tiên

Ủy ban Giám sát Trung ương khóa 7
Tháng 4 năm 1955, tại Hội nghị toàn quốc lần thứ 5 khóa 7 đã thông qua danh sách Ủy viên Ủy ban Giám sát Trung ương.
- Bí thư:Đổng Tất Vũ
- Phó Bí thư:Lưu Lan Đào,Đàm Chính,Vương Tòng Ngô,Tiền Anh,Lưu Tích Ngũ
- Ủy viên: Vương Tòng Ngô,Vương Duy Chu,Ngô Cái Chi, Lý Sĩ Anh,Suất Mạnh Kỳ,Từ Lập Thanh,Mã Minh Phương,Cao Khắc Lâm,Cao Dương,Trương Đỉnh Thừa,Đổng Tất Vũ,Lưu Tích Ngũ,Lưu Lan Đào,Tiền Anh,Đàm Chính
- Ủy viên dự khuyết:Vương Duy Cương, Vương Hàn,Chu Minh,Lý Cảnh Ưng,Lương Quốc Bân,Cung Tử Vinh.

Ủy ban Giám sát Trung ương khóa 8
Hội nghị toàn quốc lần thứ nhất khóa 5 đã thông qua danh sách Ủy viên Ủy ban Giám sát Trung ương
- Bí thư:Đổng Tất Vũ
- Phó Bí thư:Lưu Lan Đào,Tiêu Hoa,Vương Tòng Ngô,Tiền Anh,Lưu Tích Ngũ
- Ủy viên:17 người
- Ủy viên dự khuyết:4 người

Ủy ban Kiểm tra Kỷ luật Trung ương khóa 11
Tháng 12 năm 1978,tại Hội nghị toàn thể lần thứ 3 khóa 11 thành lập và lựa chọn ra 100 thành viên của Ủy ban Kiểm tra Kỷ luật Trung ương
- Bí thư thứ nhất:Trần Vân
- Bí thư thứ 2:Đặng Dĩnh Siêu
- Bí thư thứ 3:Hồ Diệu Bang
- Bí thư thường trực:Hoàng Khắc Thành
- Phó Bí thư:Vương Hạc Thọ,Mã Quốc Thụy,Vương Tòng Ngô,Lưu Thuận Nguyên,Trương Khải Long,Viên Nhậm Viễn,Chương Uẩn,Quách Thuật Thân,Lý Nhất Manh,Ngụy Văn Bá,Trương Sách.
- Ủy viên:61 người

Tháng 2 năm 1980,bổ sung Triệu Nghị Mẫn làm Phó Bí thư.
Ủy ban Kiểm tra Kỷ luật Trung ương khóa 12
Tháng 9 năm 1982,Đại hội Đại biểu Toàn quốc khóa 12 Đảng Cộng sản Trung Quốc đã lựa chọn ra Ủy ban Kiểm tra Kỷ luật Trung ương khóa 12.
- Bí thư thứ nhất:Trần Vân
- Bí thư thứ 2:Hoàng Khắc Thành
- Bí thư thường trực:Vương Hạc Thọ
- Bí thư:Vương Tòng Ngô,Hàn Quang,Lý Xương,Mã Quốc Thụy,Hàn Thiên Thạch
- Ủy viên Ủy ban Thường vụ:Vương Tòng Ngô,Vương Hạc Thọ,Lý Xương,Lý Chi Liễu,Lý Chính Đình,Trần Vân,Hoàng Khắc Thành,Hàn Quang,Hàn Thiên Thạch,Thái Thuận Lễ
- Ủy viên:135 người

Ủy ban Kiểm tra Kỷ luật Trung ương khóa 13
Tháng 11 năm 1987,Đại hội Đại biểu Toàn quốc khóa 13 Đảng Cộng sản Trung Quốc đã lựa chọn ra Ủy ban Kiểm tra Kỷ luật Trung ương khóa 13.
- Bí thư:Kiều Thạch
- Phó Bí thư:Trần Tác Lâm,Lý Chính Đình,Tiếu Hồng Đạt
- Ủy viên Ủy ban Thường vụ:Vương Đức Anh,Kiều Thạch,Lưu Lệ Anh,Lý Chính Đình,Tiêu Hồng Đạt,Trần Tác Lâm,Quách Lâm Tường,Phó Kiệt.
- Ủy viên:69 người

Ủy ban Kiểm tra Kỷ luật Trung ương khóa 14
Tháng 10 năm 1992,Đại hội Đại biểu Toàn quốc khóa 14 Đảng Cộng sản Trung Quốc đã lựa chọn ra Ủy ban Kiểm tra Kỷ luật Trung ương khóa 14.
- Bí thư:Úy Kiện Hành
- Phó Bí thư:Hầu Tông Tân,Trần Tác Lâm,Tào Khánh Trạch,Vương Đức Anh,Từ Thanh,Lưu Tích Vinh,Phó Kiệt,Lý Chí Luân,Trương Huệ Tân.
- Ủy viên Ủy ban Thường vụ:Vương Quang,Vương Đức Anh,Lưu Lệ Anh,An Khải Nguyên,Lý Chí Luân,Hà Dũng,Trần Tác Lâm,Hầu Tông Tân,Từ Thanh,Tào Khánh Trạch,Úy Kiện Hành,Bành Cương,Phó Kiệt.
- Ủy viên:108 người

Ủy ban Kiểm tra Kỷ luật Trung ương khóa 15
Tháng 9 năm 1997,Đại hội Đại biểu Toàn quốc khóa 15 Đảng Cộng sản Trung Quốc đã lựa chọn ra Ủy ban Kiểm tra Kỷ luật Trung ương khóa 15. 
- Bí thư:Úy Kiện Hành
- Phó Bí thư:Tào Khương Trạch,Hà Dũng,Hạ Tán Trung,Lưu Lệ Anh,Lưu Tích Vinh,Phó Kiệt,Lý Chí Luân,Trương Huệ Tân.
- Ủy viên Ủy ban Thường vụ:Úy Kiện Hành,Tào Khương Trạch,Hà Dũng,Hạ Tán Trung,Lưu Lệ Anh,Phó Kiệt,Lý Chí Luân,Mã Ôn,Kỳ Bồi Văn,Lý Đăng Trụ,Triệu Hồng Chúc,Bành Cương,Lưu Tích Vinh,Viên Thuần Thanh,Trương Huệ Tân
- Thư ký trưởng:Viên Thuần Thanh
- Ủy viên:

Ủy ban Kiểm tra Kỷ luật Trung ương khóa 16
Tháng 11 năm 2002,Đại hội Đại biểu Toàn quốc khóa 16 Đảng Cộng sản Trung Quốc đã lựa chọn ra Ủy ban Kiểm tra Kỷ luật Trung ương khóa 16. 
- Bí thư:Ngô Quan Chính
- Phó Bí thư:Hà Dũng,Hạ Tán Trung,Trương Thụ Điền,Lưu Tích Vinh,Trương Huệ Tân,Lưu Phong Nham,Mã Ôn,Can Dĩ Thắng,Lý Chí Luân
- Ủy viên Ủy ban Thường vụ:Can Dĩ Thắng,Mã Ôn,Mã Chí Bằng,Vương Chấn Xuyên,Lưu Phong Nham,Lưu Gia Nghĩa,Lưu Tích Vinh,Ngô Quan Chính,Ngô Dục Bình,Hà Dũng,Trầm Đức Vịnh,Trương Thụ Điền,Trương Huệ Tân,Triệu Hồng Chúc,Hạ Tán Trung,Hoàng Thụ Hiền,Giải Hậu Thuyên,Ngô Ngọc Lương,Lý Chí Luân
- Thư ký trưởng kiêm người phát ngôn:Can Dĩ Thắng
- Ủy viên:

Ủy ban Kiểm tra Kỷ luật Trung ương khóa 17
Tháng 10 năm 2007,Đại hội Đại biểu Toàn quốc khóa 17 Đảng Cộng sản Trung Quốc đã lựa chọn ra Ủy ban Kiểm tra Kỷ luật Trung ương khóa 17. 
- Bí thư:Hạ Quốc Cường
- Phó Bí thư:Hà Dũng,Trương Huệ Tân,Mã Ôn,Tôn Trung Đồng,Can Dĩ Thắng,Trương Nghị,Hoàng Thụ Hiền,Lý Ngọc Phú
- Ủy viên Ủy ban Thường vụ:Can Dĩ Thắng,Mã Ôn,Vương Vĩ,Lệnh Hồ An,Tôn Trung Đồng,Đỗ Học Phương (nữ),Lý Ngọc Phú,Ngô Ngọc Lương,Ngô Dục Bình (nữ),Khâu Học Cường,Hà Dũng,Trương Quân,Trương Nghị,Trương Kỉ Nam,Trương Huệ Tân,Khuất Vạn Tường,Hạ Quốc Cường,Hoàng Thụ Hiền,Thái Kế Hoa
- Ủy viên:127 người

Ủy ban Kiểm tra Kỷ luật Trung ương khóa 18
Tháng 11 năm 2012,Đại hội Đại biểu Toàn quốc khóa 18 Đảng Cộng sản Trung Quốc đã lựa chọn ra Ủy ban Kiểm tra Kỷ luật Trung ương khóa 18. 
- Bí thư:Vương Kỳ Sơn
- Phó Bí thư:Triệu Hồng Chúc,Hoàng Thụ Hiền,Lý Ngọc Phú,Đỗ Kim Tài,Ngô Ngọc Lương,Trương Quân,Trần Văn Thanh,Vương Vĩ (miễn chức tháng 5/2013),Dương Hiểu Độ (bổ sung tháng 1/2014)
- Ủy viên Ủy ban Thường vụ:Vương Vĩ (miễn chức tháng 5/2013),Vương Kỳ Sơn,Lưu Tân Giang,Tất Tân,Đỗ Kim Tài,Lý Ngọc Phú,Dương Hiểu Độ (bổ sung tháng 1/2014),Ngô Ngọc Lương,Khâu Học Cường,Trương Quân,Trương Kỉ Nam,Trần Văn Thanh,Chu Phúc Khải,Triệu Hồng Chúc,Hầu Khải,Du Quý Lân,Diêu Tăng Khoa,Hoàng Thụ Hiền,Hoàng Hiểu Vi (nữ),Thôi Thiểu Bằng
- Ủy viên:130 người

Ủy ban Kiểm tra Kỷ luật Trung ương khóa 19
Tháng 10 năm 2017, Đại hội Đại biểu Toàn quốc khóa 19 Đảng Cộng sản Trung Quốc đã lựa chọn ra Ủy ban Kiểm tra Kỷ luật Trung ương khóa 19. 
- Bí thư：Triệu Lạc Tế
- Phó Bí thư：Dương Hiểu Độ、Trương Thăng Dân、Lưu Kim Quốc、Dương Hiểu Siêu、Lý Thư Lỗi、Từ Lệnh Nghĩa、Tiêu Bồi、Trần Tiểu Giang
- Ủy viên Ủy ban Thường vụ：Vương Hồng Tân、Bạch Thiếu Khang、Lưu Kim Quốc、Lý Thư Lỗi、Dương Hiểu Siêu、Dương Hiểu Độ、Tiêu Bồi、Trâu Gia Di（nữ）、Trương Thăng Dân、Trương Xuân Sinh、Trần Tiểu Giang、Trần Siêu Anh、Triệu Lạc Tế、Hầu Khải、Khương Tín Trị、Lạc Nguyên、Từ Lệnh Nghĩa、Lăng Kích、Thôi Bằng

## Cơ cấu tổ chức
- Văn phòng
- Cục Tổ chức
- Cục Tuyên truyền
- Cục Nghiên cứu
- Cục Quy định (法规室)
- Cục Giám sát Chính trị nội bộ (党风政风监督室)
- Cục Kiểm tra Trung ương
- Cục Giám sát & Quản lý
- Cục Giám sát & Kiểm tra 1
- Cục Giám sát & Kiểm tra 2
- Cục Giám sát & Kiểm tra 3
- Cục Giám sát & Kiểm tra 4
- Cục Giám sát & Kiểm tra 5
- Cục Giám sát & Kiểm tra 6
- Cục Giám sát & Kiểm tra 7
- Cục Giám sát & Kiểm tra 8
- Cục Giám sát & Kiểm tra 9
- Cục Giám sát & Kiểm tra 10
- Cục Giám sát & Kiểm tra 11
- Cục Giám sát & Kiểm tra 12
- Cục Giám sát & Kiểm tra 13
- Cục Giám sát & Kiểm tra 14
- Cục Giám sát & Kiểm tra 15
- Cục Giám sát & Kiểm tra 16
- Cục Xét xử vụ án (案件审理室)
- Cục Giám sát, Kiểm tra, Kỷ luật cán bộ (纪检监察干部监督室)
- Cơ quan Hợp tác quốc tế
- Cơ quan Hành chính (机关事务管理局)
- Văn phòng Cán bộ đã về hưu